# Suodenniemi

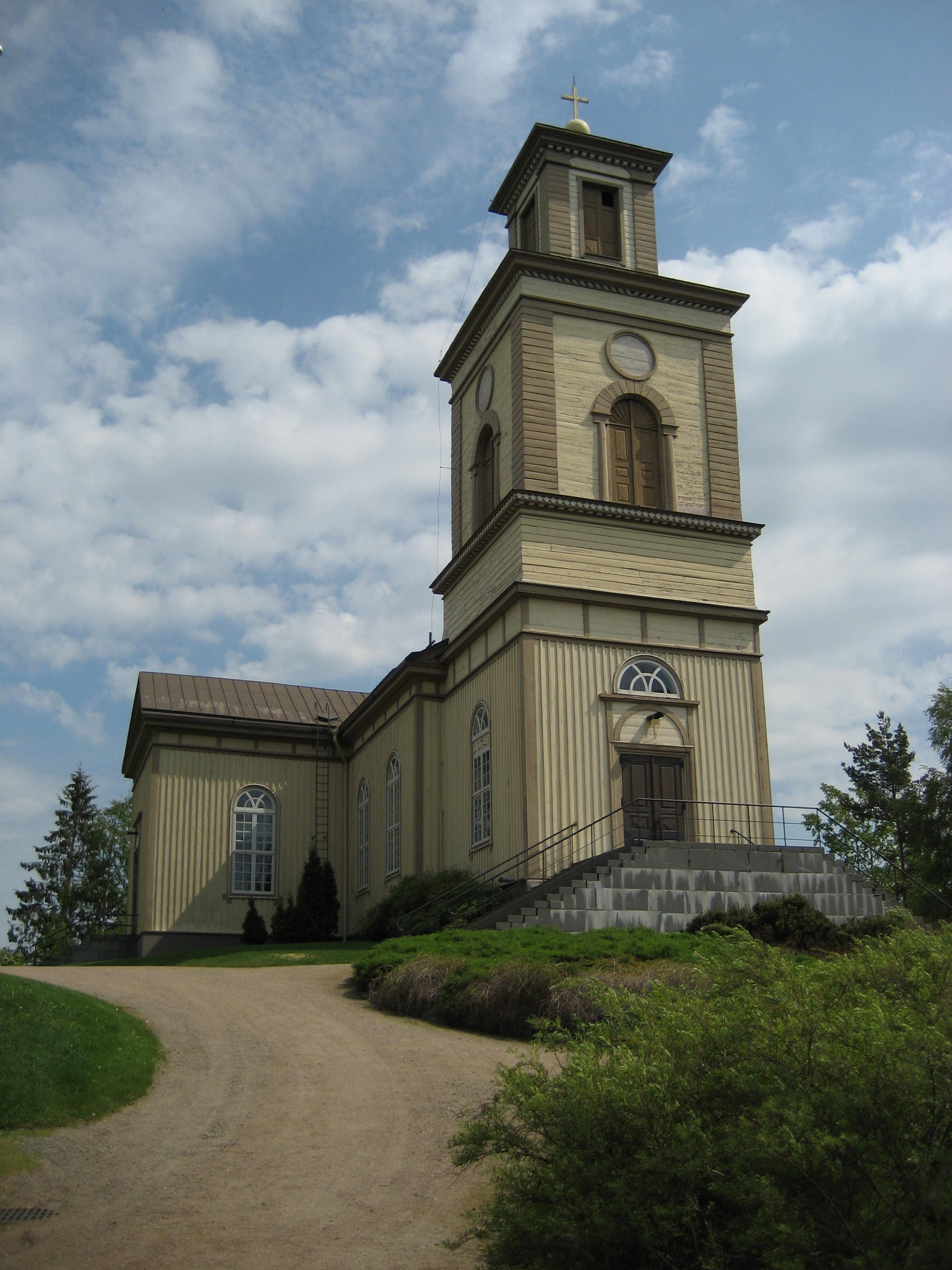
Biserica luterană din Suodenniemi

Suodenniemi este o fostă comună din sud-vestul Finlandei.

## Istoric
Suodenniemi a fost prima dată consolidată în Vammala în 2007. La 1 ianuarie 2009, Vammala a fost la rândul său consolidată cu Äetsä și Mouhijärvi pentru a forma orășelul numit Sastamala.

## Geografie
Suodenniemi se găsea în vestul regiunii Pirkanmaa. Înainte făcuse parte din provincia Turku și Pori (între 1917 și 1997), respectiv din provincia Finlanda de Vest (între 1907 și 2009). 